# Pierre Guillemot
Pour les articles homonymes, voir Guillemot.
Pierre Guillemot, dit le Roi de Bignan, né le 1er novembre 1759 au lieu-dit de Kerdel,à Bignan, mort le 5 janvier 1805 à Vannes, est un chef militaire chouan qui tint en respect les troupes républicaines dans une grande partie du Morbihan de l'an II à VIII (1794 à 1800). Il est le père de Julien Guillemot.

## Biographie

### Jeunesse
Il n'était au début de la Révolution qu'un simple agriculteur de Donnan, hameau de Plumelec. Il était cependant lettré puisqu'il avait entamé des études à Vannes, qu'il dut abandonner à la mort de son père pour garder la terre de Kerdel. En mars 1793, il participe à une attaque contre la ville de Pontivy.  

### La première chouannerie

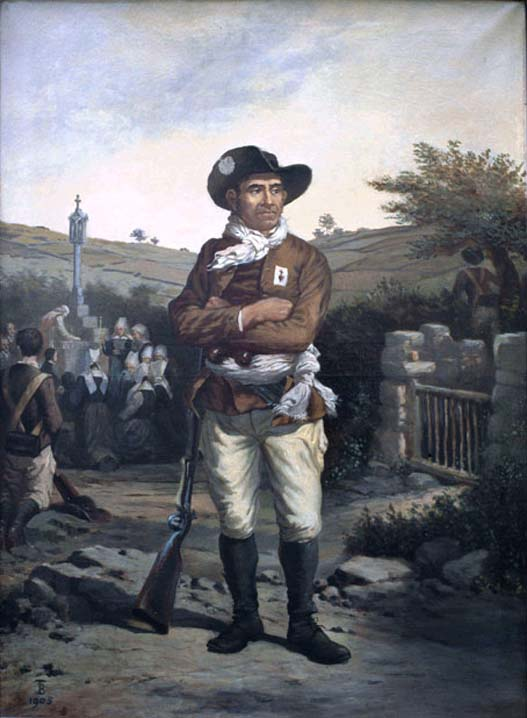
Le Roi de Bignan, huile sur toile de Théophile Busnel, 1905.

Sa première action d'éclat date du 8 octobre 1793 un détachement de 80 soldats républicains escortait l'abbé Leclerc, vicaire à Saint-Jean-Brévelay, prêtre réfractaire, qu'ils conduisaient devant le tribunal. À la hauteur du Bois de Collédo (en Guéhenno) 30 hommes que Pierre Guillemot commandait, tendirent une embuscade et délivrèrent le prêtre.
En juillet 1794 (thermidor an II) il participe à la création du "Comité Central Royaliste", première organisation véritablement structurée de l'insurrection dans le Morbihan. Guillemot est nommé responsable des cantons de Bignan et Plumelec (sauf Buléon), s'employant à soulever les campagnes autour de Bignan et Saint-Jean-Brévelay ; il tente vainement avec ses troupes d'enlever Bouret et Leyris, deux envoyés spéciaux de la Convention. Le 30 octobre 1794 (9 brumaire), il est à Sérent avec 200 ou 300 hommes ; ils y abattent l'Arbre de la Liberté. 
Recruté par Georges Cadoudal, il commença sa carrière par l'occupation de Grand-Champ, la saisie de la caisse des impôts et la libération d'un  prêtre réfractaire, l'abbé Leclerc, recteur de Saint-Jean-Brévelay. Ce dernier était conduit de force à Josselin par quatre-vingts républicains (les Bleus); avec une trentaine de paysans, Guillemot attaque l'escorte dans le bois de Colledo à Guéhenno, la met en fuite et libère le vicaire qui, blessé à la jambe, mourra quelques jours plus tard. Joseph de Boulainvilliers de Croÿ est nommé en janvier 1795 par Joseph de Puisaye commandant en chef des Blancs du Morbihan, mais il quitta ce département et passa en Ille-et-Vilaine en septembre avec 50 000 livres qui lui avaient été confiées par Joseph de Puisaye ; il fut arrêté par les hommes de Pierre Guillemot et celui-ci le fit juger par un conseil de guerre improvisé qui le condamna à mort : Boulainvilliers fut fusillé par les Chouans de Guillemot le 17 janvier 1795 au village de Kerhervy à Saint-Jean-Brévelay.
Il montra ses grandes capacités militaires en délogeant les troupes bleues de Locminé. Pour ses succès, il fut surnommé le Roi de Bignan. Il perdit toutefois en 1795 la bataille de Saint-Bily, où 400 républicains commandés par l'adjudant-général Josnet de Laviolais mirent en déroute un millier de Chouans qu'il commandait.
Début juin 1795, l'amiral William Cornwallis débarqua de la poudre dans le Morbihan ; celle-ci fut convoyée de nuit par les Chouans de Guillemot jusqu'au village de Drénidan dans la commune de Radenac. Mais la poudre était humide, et Guillemot, Le Thiais et 22 hommes décidèrent de la réchauffer à la poêle dans une maison du village. Un accident se produisit : la poudre s'enflamma et explosa. Plusieurs hommes furent tués et Guillemot fut grièvement blessé et presque défiguré, et dut se terrer dans une cache du château de Kerguéhennec, l'empêchant de participer au débarquement des émigrés à Quiberon.
En juin 1796 Georges Cadoudal et Pierre Guillemot font leur soumission au général Hoche, mais Pierre Guillemot reprend le maquis à l'automne 1797 en raison du retour des persécutions religieuses. 

### La deuxième chouannerie
Le 11 juin 1798 il est nommé colonel de l'armée royale par Charles-Philippe de France (futur Charles X) et est à la tête de la "division de Bignan". Les Chouans lancent une offensive générale le 25 octobre 1799 et les hommes de Guillemot prennent Locminé, mais en sont délogées courant novembre par les troupes du général Schildt, qui prennent le repaire du "roi de Bignan". Il tente d'empêcher le général Brune de libérer Vannes en 1799, mais échoue. Ceci n'empêche pas les troupes de Guillemot d'attaquer le 3 pluviôse an VIII (23 janvier 1800) une colonne de soldats républicains convoyant des grains, dirigée par le général Harty, près de Meucon. Les hommes de Guillemot font 36 prisonniers, lesquels furent fusillés l'un après l'autre le lendemain matin sur la lande de Burgaud. 
Selon un mémoire adressé par l'administration locale au général Brune le 14 pluviôse an VIII (3 février 1800) 
la première division de l'armée chouanne, est composée de quatre à cinq mille hommes et est commandée par Pierre Guillemot; elle est composée de membres des cantons de Bignan, Plumelec, Sérent, Josselin, Guégon, Réguiny, Locminé et Pluméliau. Elle est divisée en quatre sections commandées respectivement par Yves Le Thiec pour celle de Bignan et ses environs ; Alexandre, dit "Le Grand Alexandre", pour celle de Pluméliau et les communes voisines ; Michel, pour celle de Guégon et Bénard pour celle de Sérent et Plumelec. Ils ont occupé les châteaux de Penhoët (en Grand-Champ), Grandville (en Brandivy), Callac, Querguehennec et Kercomble, mais cachent leurs armes dans des fermes.
Cadoudal signe un accord de paix le 25 pluviôse an VIII (14 février 1800 et part en exil en Angleterre, mais Pierre Guillemot poursuit le combat ; le 8 juillet 1800 Cadoudal, de retour en France, nommé Pierre Guillemot commandant en chef des troupes royales du Morbihan. Le Premier Consul a nommé le général Bernadotte à la tête des troupes gouvernementales de l'Armée de l'Ouest le 18 avril 1800 ; d'abord basé à Rennes, celui-ci déplace son quartier général à Pontivy du 12 mai au 17 juin 1801
pour mieux lutter contre les Chouans ; cerné à plusieurs reprises, par exemple le 30 décembre 1801 dans les Landes de Lanvaux, il parvient à s'échapper ; mais la rébellion décline et le 2 mai 1802 Pierre Guillemot se résigne à l'exil en Grande-Bretagne.
Après un exil en Angleterre avec Cadoudal, il revint clandestinement en France et mit au point, pour libérer Georges Cadoudal (qui a été arrêté le 9 mars 1804), un plan  qui échoua. Le 13 juin 1804, le préfet Jullien fut informé par un de ses espions que Guillemot avait été vu à Plumelec. 
Pierre Guillemot tente le 19 novembre 1804 de rejoindre la flotte anglaise : il embarque pour l'île d'Houat, puis les Glénan, mais ne parvient pas à trouver un bateau anglais. Il revient sur le continent, se cache à Plaudren où, blessé gravement, il y est arrêté peu après. Il est jugé par une commission militaire et est fusillé à Vannes le 5 janvier 1805,.

## L'entretien de sa mémoire
Il existe une association Pierre Guillemot dont le siège social est à Bignan et qui a pour objet la sauvegarde de la mémoire historique du chef chouan. Un petit musée ("Maison des Chouans") existe à Bignan.